# The Best American Comics

The Best American Comics (Les Meilleures bandes dessinées américaines) est une série d'anthologies annuelles de bande dessinée publiée depuis 2006 par la maison d'édition américaine Houghton Mifflin Harcourt dans la collection The Best American...
Chaque volume propose des récits courts ou d'extraits d'histoires longues créés en anglais en Amérique du Nord l'année précédente qui ont été sélectionnés par l'éditeur ou les éditeurs permanents de la série et un éditeur invité.

## Liste des volumes
Le nom de l'éditeur invité figure entre parenthèses.
Éditrice Anne Elizabeth Moore (en)
- The Best American Comics 2006 (Harvey Pekar)
- The Best American Comics 2007 (Chris Ware)

Éditeurs Jessica Abel et Matt Madden
- The Best American Comics 2008 (Lynda Barry)
- The Best American Comics 2009 (Charles Burns)
- The Best American Comics 2010 (Neil Gaiman)
- The Best American Comics 2011 (Alison Bechdel)
- The Best American Comics 2012 (Françoise Mouly)
- The Best American Comics 2013 (Jeff Smith)

Éditeur Bill Kartalopoulos
- The Best American Comics 2014 (Scott McCloud)
- The Best American Comics 2015 (Jonathan Lethem)
- The Best American Comics 2016 (Roz Chast)
- The Best American Comics 2017 (Ben Katchor)
- The Best American Comics 2018 (Phoebe Gloeckner)
- The Best American Comics 2019 (Jillian Tamaki)